# Pomacentrus melanochir
Pomacentrus melanochir är en fiskart som beskrevs av Bleeker, 1877. Pomacentrus melanochir ingår i släktet Pomacentrus och familjen Pomacentridae. Inga underarter finns listade i Catalogue of Life.